# Knud Vermehren
Knud Frederik Rasmus Vermehren (Kopenhagen, 19 december 1890 - Kopenhagen, 1 januari 1985) was een Deens turner. 
Vermehren won met de Deense ploeg de gouden medaille in de landenwedstrijd volgens het vrije systeem tijdens de Olympische Zomerspelen 1920

## Resultaten

### Olympische Zomerspelen
| Jaar | Plaats    | Resultaten                         |
| ---- | --------- | ---------------------------------- |
| 1920 | Antwerpen | in de landenwedstrijd vrij systeem |